# Chorłan Żakansza
Chorłan Żakansza (ur. 15 czerwca 1992) – kazachski zapaśnik walczący w stylu klasycznym. Wicemistrz świata w 2019. Brązowy medalista mistrzostw Azji w 2018, 2019 i 2020 i wojskowych MŚ w 2013 i 2014 roku.